# 8209 Toscanelli
För andra betydelser, se Toscanelli.
8209 Toscanelli eller 1995 DM2 är en asteroid i huvudbältet som upptäcktes den 28 februari 1995 av de båda italienska astronomerna Pierangelo Ghezzi och Piero Sicoli vid Sormano-observatoriet. Den är uppkallad efter den italienska astronomen Paolo dal Pozzo Toscanelli.